# لیگ برتر بسکتبال زنان ایران ۱۳۹۸
لیگ برتر بسکتبال زنان ایران ۱۳۹۸ هجدهمین دوره‌ی لیگ برتر بسکتبال زنان ایران و بالاترین سطح بسکتبال زنان در ایران است. این مسابقات روز اول مهرماه ۱۳۹۸ قرعه کشی شد و از روز ۱۶ آبان،  با شرکت ۱۳ تیم در دو گروه آغاز می‌شود.

## تیم‌های شرکت کننده
پس از انجام قرعه‌کشی این دوره لیگ، ۱۳ تیم شرکت کننده در دو گروه قرار گرفتند که تیم‌های شرکت ملی گاز، نامی نو اصفهان،  شهرداری گرگان،‌ شکلی، پاز،  سپهرداد و خانه بسکتبال هرمزگان در گروه اول و تیم‌های پالایش نفت آبادان، هیرو تهران، بارمان مشهد، گروه بهمن تهران، صدرا شیراز و نارسینا تهران نیز در گروه دوم قرار گرفتند.
| باشگاه               | سرمربی           | کاپیتان | شهر | ورزشگاه | گنجایش | تولید کننده لباس |
| -------------------- | ---------------- | ------- | --- | ------- | ------ | ---------------- |
| شرکت ملی گاز         | فرانک طیاری      |         |     |         |        |                  |
| نامی نو اصفهان       | ایران            |         |     |         |        |                  |
| شهرداری گرگان        | ایران            |         |     |         |        |                  |
| شکلی                 | ایران            |         |     |         |        |                  |
| پاز                  | ایران            |         |     |         |        |                  |
| سپهرداد              | ایران            |         |     |         |        |                  |
| خانه بسکتبال هرمزگان | هنگامه هنگام پور |         |     |         |        |                  |
| پالایش نفت آبادان    | زهرا مرتضی‌زاده   |         |     |         |        |                  |
| هیرو تهران           | ایران            |         |     |         |        |                  |
| بارمان مشهد          | ایران            |         |     |         |        |                  |
| گروه بهمن تهران      | ایران            |         |     |         |        |                  |
| صدرا شیراز           | ایران            |         |     |         |        |                  |
| نارسینا تهران        | ایران            |         |     |         |        |                  |

## مرحله گروهی
در هر دو گروه تیم ها ۱۰ بازی انجام دادند.

### گروه اول
| رتبه | تیم                     | امتیاز |
| ---- | ----------------------- | ------ |
| ۱    | شهرداری گرگان           | ۱۹     |
| ۲    | نامی نو اصفهان          | ۱۸     |
| ۳    | آسمان سترگ سپهرداد      | ۱۶     |
| ۴    | پاز آشا آروین           | ۱۵     |
| ۵    | شكلی تهران              | ۱۲     |
| ۶    | ستاد شركت ملی گاز تهران | ۱۰     |

### گروه دوم
| رتبه | تیم                            | امتیاز |
| ---- | ------------------------------ | ------ |
| ۱    | گروه بهمن تهران                | ۲۰     |
| ۲    | پالایش نفت آبادان              | ۱۸     |
| ۳    | خانه بسکتبال هرمزگان(لیگ برتر) | ۱۶     |
| ۴    | بانوان آویژه صنعت پارسا مشهد   | ۱۲     |
| ۵    | خانه بسکتبال فارس              | ۱۲     |
| ۶    | خانه بسکتبال کردستان (بانوان)  | ۱۲     |

## مرحله پلی‌آف
این مرحله ۵ تا ۱۱ بهمن به صورت ۲ از ۳ بازی برگزار شد.
| تیم گروه یک        | نتیجه | تیم گروه دو                    | بازی اول | بازی دوم | بازی سوم |
| ------------------ | ----- | ------------------------------ | -------- | -------- | -------- |
| شهرداری گرگان      |       | بانوان آویژه صنعت پارسا مشهد   |          |          |          |
| نامی نو اصفهان     | ۰-۲   | خانه بسکتبال هرمزگان(لیگ برتر) |          | ۵۸-۶۱    |          |
| آسمان سترگ سپهرداد |       | پالایش نفت آبادان              |          |          |          |
| پاز آشا آروین      |       | گروه بهمن تهران                |          |          |          |

## مرحله نیمه‌نهایی و نهایی
مسابقات نیمه نهایی و نهایی لیگ به صورت ۳ از ۵ برگزار شود.
در دیدار ماقبل فینال تیم بانوان شهر گرگان با پیروزی مقابل پالایش نفت آبادان، در دو دیدار از سه دیدار به فینال لیگ بسکتبال بانوان رسید. گروه بهمن تهران نیز با پیروزی ۹۶ بر ۸۶ مقابل نامی‌نو اصفهان فینالیست شد.
در دیدار رده بندی در ۷ اسفند ماه تیم نامی نو اصفهان تیم پالایش نفت آبادان را  شکست داد و به مقام سومی رسید. دیدار نهایی که قرار بود روز ۸ اسفند بین تیم‌های گروه بهمن تهران و بانوان شهر گرگان برگزار شد،‌ به دلیل شیوع کرونا به تعویق افتاد. در مرحله فینال تیم گروه بهمن تهران با پیروزی به قهرمانی رسید.

## مرحله نیمه‌نهایی
| تیم گروه یک     | نتیجه | تیم گروه یک       | بازی اول | بازی دوم | بازی سوم |
| --------------- | ----- | ----------------- | -------- | -------- | -------- |
| شهرداری گرگان   | ۱-۲   | پالایش نفت آبادان |          | ۶۷-۶۰    | ۵۲-۶۴    |
| گروه بهمن تهران |       | نامی نو اصفهان    |          |          |          |

## مسابقه رده‌بندی
| تیم گروه یک    | نتیجه | تیم گروه یک       | بازی اول | بازی دوم | بازی سوم |
| -------------- | ----- | ----------------- | -------- | -------- | -------- |
| نامی نو اصفهان | ۱-۲   | پالایش نفت آبادان |          |          | ۶۰-۶۷    |

## مسابقه فینال
| تیم گروه یک      | نتیجه | تیم گروه یک     | بازی اول | بازی دوم | بازی سوم |
| ---------------- | ----- | --------------- | -------- | -------- | -------- |
| بانوان شهر گرگان |       | گروه بهمن تهران |          |          |          |

## رده‌بندی پایانی
| رتبه | تیم               |
| ---- | ----------------- |
| ۱    | گروه بهمن تهران   |
| ۲    | بانوان شهر گرگان  |
| ۳    | نامی نو اصفهان    |
| ۴    | پالایش نفت آبادان |

## ترکیب تیم قهرمان
اسامی بازیکنان و کادر فنی تیم های برتر عبارت است از:
تیم قهرمان گروه بهمن تهران: ۱) دلارام وکیلی ۲) سعیده علی ۳) شادی دارستانی ۴) نگین رسولی ۵) کیمیا یزدیان طهرانی ۶) فائزه اسلامی ۷) ریحانه صالحی ۸) زهرا عدالت کار ۹) مهگل نائی ۱۰) گلشید امیدیان ۱۱) ساغر آجیلی. مدیر تیم: راما طالشی / سرمربی: فریناز طائرپور 
تیم نایب قهرمان بانوان شهر گرگان:
۱) نیکو فتاحیان ۲) سارینا یوری ۳) ریحانه باقری ۴) زهرا سوخت سرایی ۵) شادی عبدالوند ۶) نیلوفر مظاهری ۷) یاسمن محمدی ۸) شیما خوش آیین ۹) نیلوفر مفیدی ۱۰) رضوانه مکی ۱۱) تینا عیساییان ۱۲) شیدا شجاعی ۱۳) مبینا خاکی ۱۴) مریم حبیبی زاده. مدیر تیم: نازنین حسینی / سرمربی: نیکا بیک لیکلی / مربی: لیلی اطمینان / آمارگیر: شیوا ساسان پور
تیم سوم نامی نو اصفهان: ۱) معصومه اسماعیل زاده ۲) مژگان خدادادی ۳) آناهیس خداوردیان ۴) مطهره کشفی ۵) الهام رنجبر ۶) لوسینه آسادوریان ۷) نرجس اعرابی ۸) سوگند رحمانی ۹) سلین خواجه مال ۱۰) فروغ طباطبایی ۱۱) پرنیا اثنی عشر. مدیر تیم : زهره باقری / مدیر فنی : آیلین ملکیان / سرمربی: سپیده جعفری / مربی: انیسه یاوری